# بطولة كرة القدم الألمانية 1949
بطولة كرة القدم الألمانية 1949 (بالألمانية: Deutsche Fußballmeisterschaft 1948/49)‏ هو الموسم 39 من بطولة كرة القدم الألمانية ‏. أقيم خلال الفترة 29 مايو 1949 وحتى 9 يوليو 1949، وأشرف على تنظيمه اتحاد ألمانيا لكرة القدم، وكان عدد الأندية المشاركة فيه 10، وفاز فيه نادي مانهايم ‏.